# Герингсвальде
Герингсвальде (нем. Geringswalde) — город в Германии, в земле Саксония. Подчинён административному округу Хемниц. Входит в состав района Средняя Саксония.  Население составляет 4604 человека (на 31 декабря 2010 года). Занимает площадь 29,93 км². Официальный код  —  14 1 82 130.